# Picenum Calcio Femminile
Il Picenum Calcio Femminile, meglio noto come Picenum o Autolelli Picenum negli anni della Serie A, è stata una società di calcio femminile italiana con sede nella città di Ascoli Piceno. Ha militato per sei stagioni consecutive (dal 1995-1996 al 2000-2001) in Serie A, la massima divisione del campionato italiano femminile di calcio.

## Storia
Il club venne fondato come Picenum Calcio Femminile e nel 1990 conquistò la promozione in Serie B, seconda serie nazionale del campionato italiano. Disputò cinque stagioni consecutive in Serie B, venendo riammesso dopo essere stato retrocesso al termine della stagione 1991-1992, e vincendo il suo raggruppamento nella stagione 1994-1995, venendo così promosso in Serie A.
Nel 1995, all'esordio in Serie A, cambiò denominazione in Autolelli Picenum Calcio Femminile, integrando il nome dello sponsor su iniziativa di Mario Lelli, appassionato sportivo oltre che proprietario della concessionaria Fiat che aveva sede ad Ascoli Piceno. Disputò sei stagioni consecutive nella massima serie nazionale, ottenendo il miglior risultato con un quinto posto finale nella stagione 1999-2000. Al termine della stagione 2000-2001, conclusa all'undicesimo posto con sette punti di vantaggio sulla zona retrocessione, l'Autolelli Picenum annunciò di rinunciare all'iscrizione al campionato di Serie A per la stagione successiva a causa di problemi economici e vide accolta la richiesta di iscrizione al campionato di Serie C regionale, perdendo però tutte le atlete tesserate.
Dopo un anno in Serie C regionale, venne promossa in Serie B, ma al termine della stagione 2002-2003 rinunciò nuovamente all'iscrizione alla stagione successiva, iscrivendosi in Serie C. Nell'estate 2005, dopo essere ritornato in Serie B, cambiò denominazione in Picenum Calcio Femminile. Disputò il campionato di Serie B per cinque stagioni consecutive, concludendo al terzo posto in due occasioni, andando vicino alla promozione diretta in Serie A2 nella stagione 2007-2008, quando arrivò a soli due punti di distacco dalla capolista Gordige.
Nell'estate 2010, nuovamente a causa di problemi economici, il club rinunciò all'iscrizione al campionato di Serie B e vide accolta la sua richiesta di iscrizione al campionato regionale 2010-2011, organizzato dal Comitato Regionale Marche. Successivamente, non si iscrisse al campionato regionale, dichiarò la propria inattività e venne poi radiata dai ruoli federali.

## Palmarès
- Campionato italiano di Serie B: 1

1994-1995

## Statistiche

### Partecipazione ai campionati
| Livello | Categoria | Partecipazioni | Debutto   | Ultima stagione | Totale |
| ------- | --------- | -------------- | --------- | --------------- | ------ |
| 1º      | Serie A   | 6              | 1995-1996 | 2000-2001       | 6      |
| 2º      | Serie B   | 5              | 1990-1991 | 1994-1995       | 11     |
| 3º      | Serie B   | 6              | 2002-2003 | 2009-2010       | 11     |